# Баньер-де-Бигор (округ)
Баньер-де-Бигор (фр. Bagnères-de-Bigorre) — округ (фр. Arrondissement) во Франции, один из округов в регионе Юг-Пиренеи. Департамент округа — Верхние Пиренеи. Супрефектура — Баньер-де-Бигор.
Население округа на 2006 год составляло 45 961 человек. Плотность населения составляет 27 чел./км². Площадь округа составляет всего 1676 км².